# Federació Catalana d'Entitats Corals
La Federació Catalana d'Entitats Corals (FCEC) agrupa unes 520 formacions corals de l'àmbit dels Països Catalans. És una entitat jurídica pròpia que té per objectiu impulsar i coordinar activitats de les entitats federades, assessorar les agrupacions adherides i promoure noves formacions corals. La FCEC és membre nacional de la Federació Europea de Joves Corals (Europa Cantat) i de la Federació Internacional per a la Música Coral (IFCM). Està integrada per 474 entitats del Principat de Catalunya i 28 entitats adherides d'altres demarcacions (L'Alguer, Catalunya Nord, Illes Balears, País Valencià i Aragó), que apleguen prop de 30.000 cantaires.
La FCEC es va constituir a Manresa el dia 5 de juny de 1982, gràcies a un acord de les entitats fins aleshores agrupades en el Secretariat dels Orfeons de Catalunya (1959-1982), successor, al seu torn, en l'àmbit corporatiu, de la Germanor dels Orfeons de Catalunya (1918-1939).
La seva publicació oficial és la revista A quatre veus, que es comença a editar en 1993 com a continuació de La Circular de la Federació Catalana d'Entitats Corals que es va començar a editar l'any 1982.
Organitza anualment set grans festivals, amb 53 concerts, 142 corals participants i 12.800 espectadors, segons dades de 2013. D'entre aquests, destaquen les Jornades o Festival Internacional de Cant Coral de Barcelona, que el 2015 arribaran a la 50a edició. A més, convoca 3 grans cicles formatius en els quals participen prop de 180 alumnes i 14 formadors.
També convoca els Premis Catalunya de composició coral, que arriben a la 5a edició el 2013. La Federació Catalana atorga com a premis l'edició de les obres guanyadores i dins de la seva col·lecció i en un CD.
La seva presidenta des del 2003, Montserrat Cadevall, ha rebut un dels Premis d'Actuació Cívica que atorga la Fundació Carulla, destinats a fer conèixer i distingir la tasca de persones que actuen al servei de la identitat nacional.
Del 22 al 29 de juliol de 2017 va organitzar, conjuntament amb la Federació Internacional per a la Música Coral, l'11è Simposi Mundial de Música Coral a Barcelona, amb el lema Els colors de la pau.
El 2019 va obtenir la Creu de Sant Jordi.